# Peter Schmid (Politiker, 1940)

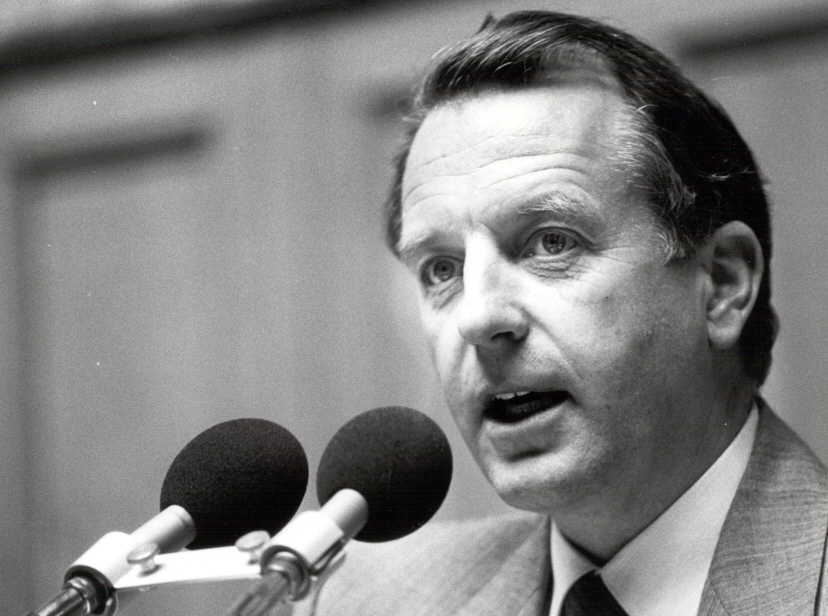
Peter Schmid (1988)

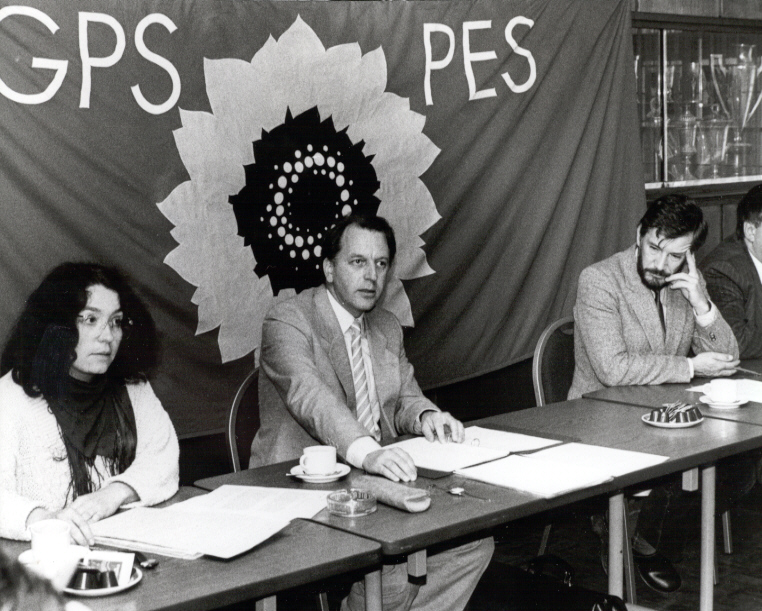
Peter Schmid 1987 als Präsident der Grünen Partei der Schweiz (GPS)

Peter Schmid (* 4. Oktober 1940 in Kreuzlingen) ist ein Schweizer Politiker (Grüne) und Heilpädagoge.

## Politik
Peter Schmid war 1983 Mitbegründer der Grünen Partei Thurgau und während den ersten zwei Jahren deren erster Präsident. Zwischen 1984 und 1987 sass er als Grüner im Thurgauer Kantonsparlament.
Im März 1987 wurde er zum Präsidenten der 1983 gegründeten Grünen Partei der Schweiz gewählt und nach drei Jahren von der Westschweizerin Irène Gardiol abgelöst. Im Herbst 1987 erfolgte seine Wahl in den Nationalrat. In diesem Amt wurde Peter Schmid 1991 bestätigt. Die Zusammenarbeit über die Fraktionsgrenzen hinweg war ihm ein zentrales Anliegen. 1995 verpasste er seine Wiederwahl um lediglich 50 Stimmen.

## Beruf
Peter Schmid wuchs in Kreuzlingen auf und besuchte dort Primar- und Sekundarschule. 1956 trat er ins Lehrerseminar Thurgau ein. Nach einer Tätigkeit als Primarlehrer studierte er ab 1963 Pädagogik, Philosophie und Heilpädagogik an der Universität Zürich. Er arbeitete als Schulpsychologe und war dann langjähriger Dozent am Heilpädagogischen Seminar Zürich (1973 bis 2000). Wegen des Nationalratsmandats reduzierte er sein Pensum als Dozent für Heilpädagogik auf 50 Prozent, eine Erhöhung war nach der Abwahl nicht möglich. 1996 bis 2004 war er als Vizestatthalter, nebenamtlicher Untersuchungsrichter, im Bezirk Steckborn tätig.
Peter Schmid ist verheiratet und Vater von drei Kindern. Den Wohnsitz hat er von Hüttwilen nach Frauenfeld verlegt.

## Werke (Auswahl)
- Heimat als Voraussetzung und Ziel der Erziehung, Ein pädagogischer Beitrag zum Problem der Verwahrlosung. Bern; Stuttgart; Wien: Huber 1970, Beiträge zur Heilpädagogik und heilpädagogischen Psychologie, Bd. 19. Buchausgabe der Diss. phil. I Zürich.
- Den Dingen auf den Grund gehen, Aspekte der Lebensgestaltung.  Oberegg: Noah-Verlag, 1990. ISBN 3907145062
- Verhaltensstörungen aus anthropologischer Sicht, Elemente einer Psychologie und Pädagogik für Verhaltensgestörte. Bern; Stuttgart; Wien: P. Haupt, 1996. 3., überarbeitete und ergänzte Auflage. ISBN 978-3-258-03896-4
- Gefährdungen des Reifens, Aggression, Angst, Sucht, Lüge: anthropologische Betrachtungen. Luzern: Edition SZH/CSPS der Schweizerischen Zentralstelle für Heilpädagogik, 2003. ISBN 978-3-908262-38-1
- Zeitgeist und Wahrheit, Einwände, Entgegnungen und Ergänzungen zu herrschenden Meinungen in Erziehung, Politik und allgemeinen Lebensfragen. Hüttwilen: P. Schmid, 2005. ISBN 3906601277